# Sargis Adamyan
Sargis Adamyan (Ereván, 23 de mayo de 1993) es un futbolista armenio. Juega de delantero y su equipo es el F. C. Colonia de la 1. Bundesliga de Alemania.

## Trayectoria
Después de haber debutado en el fútbol profesional con el Hansa Rostock y pasar por el TSG Neustrelitz y el TSV Steinbach, el 5 de junio de 2017 firmó un contrato de dos años con el SSV Jahn Ratisbona de la 2. Bundesliga.
El 14 de mayo de 2019 firmó un contrato de tres años con el TSG 1899 Hoffenheim de la 1. Bundesliga. El 5 de octubre consiguió sus primeros dos goles en la máxima categoría del fútbol alemán que sirvieron para derrotar al Bayern de Múnich por un gol a dos. Este equipo lo cedió al Club Brujas en enero de 2022, reencontrándose así con Alfred Schreuder, quien ya lo dirigió en Sinsheim. Tras esta cesión fue traspasado al F. C. Colonia, equipo que le permitió volver al SSV Jahn Ratisbona como cedido para el tramo final de la temporada 2024-25.

## Clubes
| Club                        | País     | Año       |
| --------------------------- | -------- | --------- |
| F. C. Hansa Rostock II      | Alemania | 2012-2014 |
| F. C. Hansa Rostock         | Alemania | 2013      |
| TSG Neustrelitz             | Alemania | 2014-2016 |
| TSV Steinbach               | Alemania | 2016-2017 |
| SSV Jahn Ratisbona          | Alemania | 2017-2019 |
| TSG 1899 Hoffenheim         | Alemania | 2019-2022 |
| Club Brujas (cedido)        | Bélgica  | 2022      |
| F. C. Colonia               | Alemania | 2022-     |
| SSV Jahn Ratisbona (cedido) | Alemania | 2025      |

## Palmarés

### Títulos nacionales
| Título                      | Club        | País    | Año  |
| --------------------------- | ----------- | ------- | ---- |
| Primera División de Bélgica | Club Brujas | Bélgica | 2022 |